# Josine Koning
Josine Koning (2 september 1995) is een Nederlands hockeyster. Koning komt sinds 2015 uit voor Den Bosch en speelde eerder voor Amersfoort en SCHC.
In juni 2017 debuteerde ze in de Nederlandse hockeyploeg. Met het Nederlandse team won Koning het Europees kampioenschap in 2017, 2019 en 2021, evenals de Champions Trophy en het wereldkampioenschap in 2018.

## Internationale erelijst
- Hockey World League 2017
- Europees kampioenschap 2017
- Wereldkampioenschap 2018
- Champions Trophy 2018
- Europees kampioenschap 2019
- Europees kampioenschap 2021
- Olympische Spelen 2020 (2021) te Tokio
- Wereldkampioenschap 2022
- Europees kampioenschap 2023
- Europees kampioenschap 2025

Felice Albers · 
Margot van Geffen ·  
Eva de Goede · 
Marloes Keetels · 
Josine Koning · 
Sanne Koolen · 
Laurien Leurink · 
Caia van Maasakker · 
Frédérique Matla ·  
Laura Nunnink · 
Malou Pheninckx · 
Pien Sanders ·  
Lauren Stam · 
Maria Verschoor · 
Xan de Waard · 
Lidewij Welten · 
Coach: Alyson Annan